# Voix (polyphonie)
Pour la voix chantée, voir Voix (musique classique). Pour les autres sens, voir Voix.
Dans le domaine de la polyphonie ou de l’harmonie, la voix désigne les différentes parties mélodiques constituant une composition musicale et destinées à être interprétées, simultanément ou successivement, par un ou plusieurs musiciens – pouvant être indifféremment des chanteurs ou des instrumentistes.

## Voix et partie
Si dans bien des cas, les mots « voix » et « partie » peuvent être considérés comme synonymes, dans certains cas une partie est susceptible de contenir plusieurs voix.
Lorsqu’une partie est destinée à un ensemble de musiciens – un pupitre – et que cet ensemble est divisé en un certain nombre de sous-pupitres, on est nécessairement en présence de plusieurs voix.
Par exemple, si le pupitre des hautbois d'un orchestre est divisé en deux, la partie de hautbois contient deux voix : celle des premiers hautbois et celle des seconds.
Lorsqu’une partie est destinée à un instrument mélodique soliste – une flûte, une trompette, une clarinette, etc.–, le concept de voix se confond avec celui de partie. En revanche, s’il s'agit d’un instrument harmonique (permettant de jouer plusieurs notes en même temps ; ex. un piano, une harpe, un orgue, etc.), la partie concernée peut comprendre plusieurs voix.

## Classement
Dans l’édifice polyphonique, les différentes voix sont numérotées de l’aigu vers le grave.
Par exemple, dans un chœur à trois voix égales, la première voix sera la voix la plus aiguë, la deuxième, la voix moyenne, et la troisième, la plus grave.
On distingue les voix extrêmes et les voix intermédiaires. Les voix extrêmes sont la voix supérieure et la voix inférieure, habituellement appelée « basse ». Les voix intermédiaires s'insèrent entre les deux voix extrêmes, toujours de l'aigu vers le grave.
Par exemple, un quatuor vocal mixte (SATB) comporte deux voix extrêmes et deux voix intermédiaires. Les deux voix extrêmes sont la soprano (voix supérieure) et la basse (voix inférieure). Les voix intermédiaires sont confiées à l’alto et au ténor.
La note supérieure d'un accord étant la plus facile à percevoir, le chant — c’est-à-dire la mélodie principale — est très souvent confié à la voix supérieure : le premier violon dans un quatuor à cordes, le premier ténor dans un quatuor de voix d’hommes, etc. Mais ce n’est pas systématique : le chant peut être confié à une voix intermédiaire, les autres voix — supérieures ou inférieures — remplissant alors la fonction d’accompagnement du chant en question.
Sur une partition d'orchestre, les différentes parties sont notées par familles (bois, cuivres, percussions et claviers, chant, cordes), de l'instrument le plus aigu au plus grave dans chacune. Sur une partition vocale, les voix sont notées de la plus aiguë à la plus grave, suivies le cas échéant de l'instrument accompagnateur (ex. partition chant-piano).